# Anna Cohí Fornell
Anna Cohí Fornell   (Barcelona, 5 d'octubre de 1988) és una esquiadora alpina paralímpica catalana. Amb motiu de la seva discapacitat visual de naixement, esquia amb la guia Raquel Garcia Borreguero. Competeix en l'especialitat d'esquí alpí en la categoria B3 (persones amb certa agudesa visual). Va començar a esquiar als 3 anys.
Cohí va competir als Jocs Paralímpics d'hivern de 2006 de Torí i als Jocs Paralímpics d'hivern de 2010 de Vancouver. Va començar a competir al Campionat Mundial Alpí IPC el 2003 quan tenia 15 anys. Cohí també ha participat en proves de la Copa del Món i de la Copa d'Europa i ha guanyat medalles d'or a les competicions d'eslàlom i eslàlom gegant. Després dels Jocs, va assistir junt amb l'equip paralímpic espanyol a una celebració de benvinguda a la Fundació ONCE, un esdeveniment al qual també va assistir Helena de Borbó.